# Porcellio germanicus
Porcellio germanicus är en kräftdjursart som beskrevs av Karl Wilhelm Verhoeff 1896. Porcellio germanicus ingår i släktet Porcellio och familjen Porcellionidae. Inga underarter finns listade i Catalogue of Life.